# Orthriophis cantoris
Espèce
Synonymes
- Coluber cantoris Boulenger, 1894
- Coluber reticularis Cantor, 1839

Orthriophis cantoris est une espèce de serpents de la famille des Colubridae.

## Répartition
Cette espèce se rencontre en Birmanie, au Bhoutan, au Népal et en Inde au Sikkim et en Assam.

## Description
Dans sa description Boulenger indique que cette mesure environ 120 cm dont 22,5 cm pour la queue. Son dos est brun devenant plus foncé vers l'arrière du corps. Celui-ci présente des taches carrées brun foncé dans sa partie antérieure et des bandes transversales indistinctes claires dans sa partie postérieure. Sa tête est uniformément brun pâle. Sa face ventrale est jaunâtre tacheté de brun ou de noir ou uniformément brun foncé.

## Étymologie
Cette espèce est nommée en l'honneur de Theodore Edward Cantor.

## Publication originale
- Boulenger, 1894 : Catalogue of the Snakes in the British Museum (Natural History). Volume II., Containing the Conclusion of the Colubridæ Aglyphæ, p. 1-382 (texte intégral).